# Arsigantegok

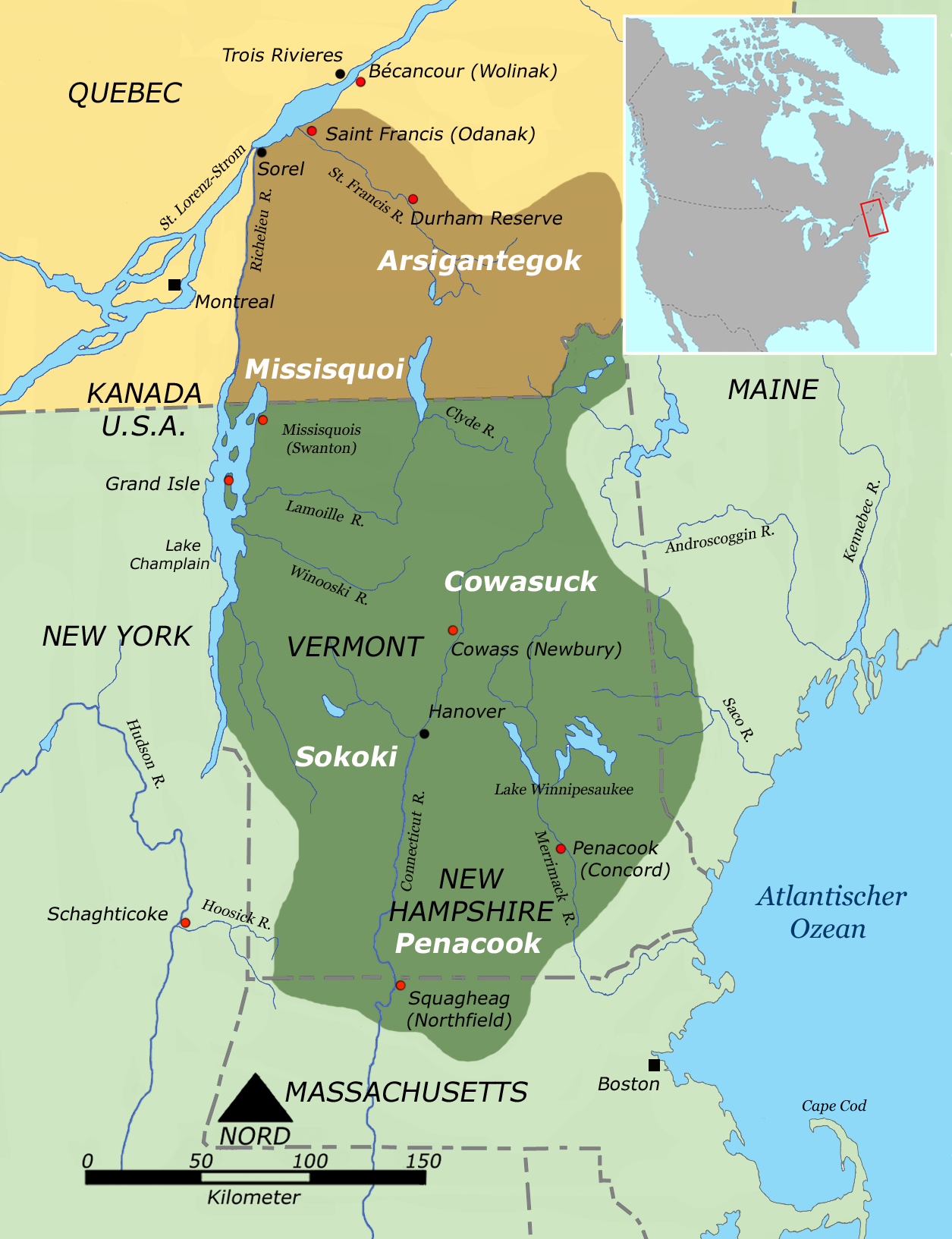
Ehemaliges Wohngebiet der Arsigantegok

Die Arsigantegok waren ein Algonkin sprechender Indianerstamm im nordöstlichen Nordamerika, der sprachlich und kulturell zu den Westlichen Abenaki gehörte. Sie waren Mitglieder der Abenaki-Konföderation, verloren aber schon im 18. Jahrhundert ihre Identität. Ihre Nachfahren findet man heute vermutlich in den Indianerreservaten Wôlinak und Odanak in der kanadischen Provinz Québec.

## Name
Mit dem Namen Arsigantegok (abweichend: Arrasaguntacook, Ersegontegog, Assagunticook, Anasaguntacook) bezeichnete man im 18. Jahrhundert den Saint François River und Arsigantewiak hießen die Saint-Francis-Indianer. Arsigantegok scheint seinen Ursprung im Abenaki-Wort Arsikanntekw (dt. Fluss der leeren Hütten), möglicherweise deshalb so bezeichnet, weil durch die Pocken-Epidemie viele der Hütten leerstanden, als die Abenaki aus Sillery, einer Jesuiten-Mission in Québec, hier ankamen. Dieser Name wurde von den Westlichen Abenaki mit Alsigontegok übernommen und verschiedene Etymologien sind dementsprechend entwickelt worden.

## Wohngebiet
Das Wohngebiet der Arsigantegok erstreckte sich beiderseits des Saint François Rivers in Québec. Angesichts der Heimsuchung durch mehrere Epidemien und Kriege flüchteten die Abenaki nach Kanada unter französischen Schutz, wo ihnen 1669 zwei Seigneuries bewilligt wurden. Eine Seigneurie war eine Landüberschreibung an Kolonisten in Neufrankreich im 17. und 18. Jahrhundert. Die erste Seigneurie wurde am Saint François River eingerichtet und existiert bis heute unter dem Namen Odanak (engl.: Odanak Indian Reserve); die zweite wurde am Bécancour River errichtet und heißt heute Wôlinak (engl.: Wôlinak Indian Reserve).

## Geschichte
1805 bewilligte die englische Krone neues Land am Saint François River in Durham, Québec, um für den Bevölkerungszuwachs durch zuströmende Neuankömmlinge Platz zu schaffen. Das Durham-Reservat wurde nicht nur von Neuankömmlingen besiedelt, sondern auch von Familien, die schon lange in Saint Francis waren und bestand von 1805 bis 1840. Die Bewohner von Saint Francis wurden offiziellen Dokumenten zufolge weiterhin mindestens bis 1880 als Sokoki und Abenaki von Saint Francis bezeichnet, bevor es um 1990 üblich wurde, die gesamte Gruppe mit Abenaki zu benennen. Dieser Name wurde auch von den Indianern übernommen, die sich ab der 1970er Jahre selbst als Abenaki bezeichnen.
Die Westlichen Abenaki werden von den USA nicht als Stamm anerkannt (engl.: Federal recognized tribe), im Gegensatz zu vielen anderen Stämmen in Neuengland. Der Grund liegt in der Assimilation und der nachfolgenden Zersplitterung der Abenaki in diverse Reservate nach dem Franzosen- und Indianerkrieg, lange bevor die US-Regierung im späten 20. Jahrhundert begann, die Souveränität der Ureinwohner anzuerkennen.

## Demografie
In Kanada leben heute etwa 400 Abenaki in Wôlinak in der Nähe von Trois-Rivières in Québec und fast 1.500 Angehörige in Odanak, etwa 50 Kilometer südwestlich davon. Aktuell gibt es noch 2.500 Vermont-Abenaki in Vermont und New Hampshire, die meisten leben im nordwestlichen Vermont am Lake Champlain. Sie sind in der Sokoki-St. Francis Band of the Abenaki Nation organisiert und der Stammesrat (engl.: Tribal council) wurde 1976 in Swanton (Vermont) gegründet. Ihnen wurde die staatliche Anerkennung noch im gleichen Jahr zugesichert aber später wieder zurückgezogen. Im Jahr 1982 beantragten sie offiziell die Anerkennung durch die US-Regierung, das Verfahren ist jedoch noch nicht beendet.